# Sabba S. Ștefănescu

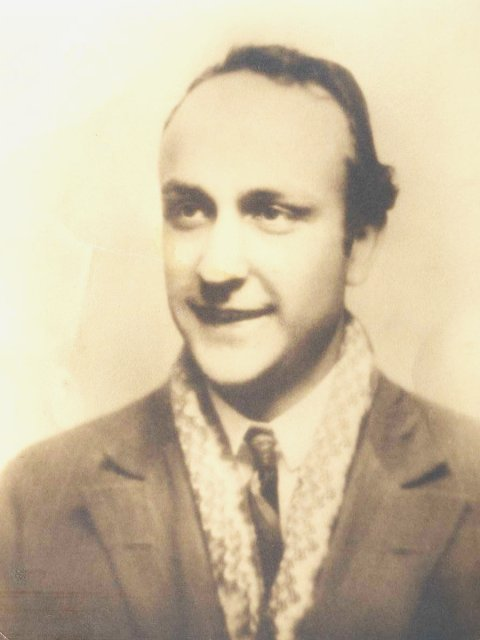
Sabba Stefanescu

Sabba S. Ștefănescu (* 20. Juli 1902 in Bukarest; † 15. April 1994 ebenda) war ein rumänischer Geophysiker.

## Leben
Er war der jüngste Sohn des Professors für Paläontologie an der Universität Bukarest Sabba Ștefănescu (1857–1931) und von Constanta Demetrescu-Negrea, ging in Bukarest zur Schule und in Paris (Lycée Louis-le-Grand, Bakkalaureat 1919), wo sein Vater ab 1917 auf diplomatischer Mission war. Er studierte an der Ecole des Mines in Paris mit dem Abschluss 1923 und ging dann nach Rumänien, wo er als Geologe im Bergbau (Schiltal) arbeitete und ab 1927 am nationalen Geologischen Institut. Damals befasste er sich mit geoelektrischer Prospektion, was sein Hauptarbeitsgebiet blieb. Durch zwei Veröffentlichungen kam er in Kontakt mit den Pionieren der geophysikalischen Prospektion Marcel Schlumberger und Conrad Schlumberger in Paris und arbeitete 1929 bis 1933 in Paris mit diesen zusammen. Danach war er wieder am Geologischen Institut in Rumänien, war aber auch beratender Ingenieur für die Firma der Schlumberger-Brüder.
1945 wurde er an der Universität Bukarest in Physik promoviert. Er lehrte Geophysik am Bergbauinstitut und später am Institut für Erdöl, Erdgas und Geologie (IPGG) in Bukarest. 1967 ging er in den Ruhestand.
1946 wurde er korrespondierendes Mitglied der rumänischen Akademie der Wissenschaften (und 1963 volles Mitglied) und 1950 wurde er Leiter der Geophysik-Abteilung im Geologischen Komitee Rumäniens. 1966 bis 1990 war er Leiter der Abteilung Geowissenschaften der Rumänischen Akademie der Wissenschaften und er war Präsident des nationalen Komitees für Geodäsie und Geophysik. Bis 1990 gab er die Zeitschrift Revue roumaine de géologie, géophysique et géographie heraus.
1990 wurde er Ehrenmitglied der Society of Exploration Geophysicists.
Er gilt mit  Liviu Constantinescu als Begründer der Geophysik in Rumänien. Stefanescu ist für die theoretische und praktische Untersuchung der Geoelektrik in der Prospektion bekannt, zum Beispiel mit der Erstellung einiger der ersten realistischen Modelle in den 1930er Jahren und in Hinblick auf die von elektrischen Strömen im Boden erzeugten Magnetfelder.